# Ucraini in Siberia
Ucraini in Siberia sono un gruppo etnico di ucraini che vive in Siberia, una minoranza nazionale all'interno della popolazione della Siberia e dell'Estremo Oriente russo, e raggiungono la maggioranza in alcune città. Gli ucraini siberiani sono uno dei gruppi più consistenti e storicamente più importanti della diaspora ucraina e sono noti per essere uno dei primi gruppi della diaspora ucraina.

## Storia
Tra il 1600 e il 1917 migrarono in Siberia circa due milioni di ucraini.

### Impero russo
Nel XIX secolo, il governo russo incoraggiò i contadini a trasferirsi dalle parti occidentali dell'impero russo verso la Siberia con la promessa di ricevere più terra. L'abolizione della servitù della gleba nell'impero russo nel 1861 e la conseguente povertà dovuta alla scarsità di terre per i contadini portò a un aumento significativo dell'emigrazione oltre gli Urali, soprattutto nelle terre meridionali della Siberia, che erano destinate all'agricoltura; un'ulteriore spinta avvenne dalla fine del XIX secolo dopo la costruzione della Ferrovia Siberiana (1891-1905), e dal 1907 a causa delle speranze insoddisfatte dei contadini per la riforma contadina di Stolypin. La migrazione in Siberia coinvolse prima le regioni centrali della terra nera (Cernozem), poi la Bielorussia e dal 1890 anche l'Ucraina. Si stima che in Siberia il numero dei migranti tra il 1861-91 fu di 0,5 milioni (17 000 all'anno) e circa 4,5 milioni tra il 1892-1914  (200.000 all'anno), di cui circa 0,6 milioni di ucraini.
Nel XIX secolo furono esiliati in Siberia circa 1 milione di persone, per lo più contadini; mentre all'inizio del XX secolo il numero degli esiliati arrivava a 287.000 (senza contare i detenuti).
Di seguito un grafico della crescita della popolazione in Siberia:
|                     | 1867  | 1897  | 1911  |
| ------------------- | ----- | ----- | ----- |
| Siberia occidentale | 1 891 | 3 381 | 6 160 |
| Siberia orientale   | 1 380 | 2 198 | 2 836 |
| Tutta la Siberia    | 3 271 | 5 579 | 8 996 |
| nelle città         | 244   | 394   | 836   |

Solo la stretta striscia meridionale della Siberia da Tyumen (a ovest) attraverso Irkutsk a Chita (a est) era più densamente popolata, comprendendo i bordi meridionali della taiga, la foresta steppa e i bordi settentrionali della steppa. Qui vissero dalle 4 alle 20 persone per ogni Kmq, a nord invece meno di 1 persona per Kmq, e per 3/4 la Siberia era quasi deserta. Ad eccezione di Tobolsk che nel 1911 contava 21.000 abitanti. Le città più grandi della Siberia si trovavano nella parte meridionale, di cui: Omsk 128 mila, Irkutsk 127 mila, Tomsk 111 mila, Krasnoyarsk 73 mila, Barnaul 52 mila, Tyumen 28 mila. La percentuale della popolazione urbana è passata da 7,1 % nel 1897 all'8,4 % nel 1911.
A causa dell'afflusso della nuova popolazione dalla parte europea dell'impero, diminuiva la percentuale della popolazione indigena della Siberia (chiamati stranieri), anche se aumentava il loro numero assoluto:
|                            | 1897 in migliaia | %    | 1911 in migliaia | %    |
| -------------------------- | ---------------- | ---- | ---------------- | ---- |
| Popolazioni indigene       | 816              | 15.2 | 927              | 10.6 |
| Russi, ucraini, bielorussi | 4416             | 81.9 | 7503             | 86.7 |
| Altri                      | 156              | 2.9  | 221              | 2.6  |

La popolazione indigena della Siberia, compresi i piccoli popoli, subì secoli di cristianizzazione forzata e di parziale russificazione, tranne i gruppi maggiori: i Buriati (insieme ai Mongoli) 332 mila, gli Jakuti 246 mila e i Tatari 243 mila.
In Siberia c'erano due tipi di popolazione: i siberiani, i cui antenati si erano stabiliti da tempo in Siberia, e le nuove colonie, che arrivarono in Siberia nella seconda metà del XIX secolo (per lo più negli ultimi 20 anni prima del 1914). I siberiani erano un gruppo distinto di russi e vivevano lì da circa 400 anni; il loro modo di vivere, la loro lingua e le loro caratteristiche antropologiche furono influenzati dalla popolazione indigena, con la quale si erano incrociati per centinaia di anni (molti di loro presero donne dalla popolazione autoctona) e quindi col tempo si assimilarono. I siberiani hanno assimilato anche altri coloni dell'Europa, compresi gli ucraini. Il tipo puramente russo è rimasto solo in Transbaikalia e nel territorio meridionale dell'Altai. I siberiani di solito vivevano in territori separati (ai nuovi arrivati venivano assegnati altri territori) e le loro interazioni erano abbastanza limitati.
C'era un gruppo più massiccio composto da Vecchi Credenti (oltre 300 000) e da cosacchi (172 000 nel 1910), le cui terre erano una striscia lunga ma stretta al confine tra la Siberia e la regione della steppa (Esercito cosacco siberiano) e Transbaikalia (Esercito cosacco della Transbaikalia); e poi c'erano gruppi più piccoli: i cosacchi di Krasnoyarsk e Irkutsk, uniti nel 1917 nell'esercito cosacco di Yenisei e nel reggimento cosacco di Yakut . Le loro caratteristiche sono le stesse delle truppe cosacche dell'Ucraina Verde.
Le informazioni sugli insediamenti ucraini prima della fine del XIX secolo, quando iniziò la massiccia migrazione, sono piuttosto sporadici e imprecisi. Non c'è dubbio però che il contributo degli ucraini alla colonizzazione e allo sviluppo culturale fu significativo.

#### XVII secolo
Tra i russi industriali, che nel XVII-XVIII sec. conquistarono il nord e l'estremo oriente, e più tardi la Kamchatka e l'Alaska, vi furono anche gli ucraini . Furono esiliati in Siberia da parte del governo di Mosca ucraini di diversi ceti sociali. Nel 1642, i "circassi" (come venivano chiamati gli ucraini a Mosca nel XVII secolo) furono esiliati da Slobozhanshchina nel fiume Lena con le loro famiglie. Questi esili continuarono anche tra il 1646 e il 1649. Un maggior numero di ucraini furono mandati in esilio in Siberia nella seconda parte del XVII secolo, questi erano attivisti, oppositori di Mosca, politici ucraini, o quelli che il governo di Mosca considerava "folli" e "traditori". Alla fine del 1650 furono esiliati i parenti e i sostenitori di Hetman I. Vyhovsky; nel 1660 gli oppositori di Mosca e i protettori di Hetman I. Bryukhovetsky; nel 1670 fu esiliato Hetman D. Mnogogrishny con tutti i suoi parenti e le loro famiglie; nel 1680 Hetman I. Samoilovich con suo figlio Jacob e il dio Michael.

#### XVIII secolo
Dopo la Battaglia di Poltava (1709), molti "Mazepin" furono esiliati in Siberia, in particolare il gen. Giudice V. Chuykevych, G. Novitsky, l'intera famiglia Myrovich e altri. Nel 1723 A. Voynarovsky fu esiliato a Yakutsk. Dopo la distruzione del Sich (1775) furono deportati in Siberia gli ufficiali, e poco prima i partecipanti di Koliivshchyna (guidati da M. Zaliznyak) furono condannati ai lavori forzati in Siberia.

#### XIX secolo
Nel XIX secolo inviati in Siberia con il verdetto dei giudici o con atti amministrativi molti attivisti ucraini (artisti della Società slava unita; nella seconda parte del XIX secolo i populisti rivoluzionari, in particolare A. Krasovsky, S. Bogomolets, Serhiy Kovalik, E. Kowalski, J. Stefanovich ucraini Socialdemocratici, poi bolscevichi G. Petrovsky, M. Skrypnyk e altri; scrittore P. Grabovsky), rivoluzionari dei villaggi, orginizzatori di sommosse (tra cui U. Karmelyuk), furono esiliati o mandati ai lavori forzati negli insediamenti liberi, alcuni degli ucraini per ordine dell'autorità russa furono arruolati nell'esercito russo.
Gli ucraini hanno svolto un ruolo importante nel settore economico, amministrativo e culturale della Siberia. Tra gli ucraini nella gestione di fabbriche e impianti di tesoreria, ecc. vengono ricordati il gen. M. Sulima, Governatore Generale della Siberia dell'Est (1833-1834) e dell'Ovest (1834-1836); Gen. P. Kaptsevich, Governatore Generale di Tobolsk e Tomsk (1822-1826); anche diversi governatori delle province siberiane erano di origine ucraina.

#### Diffusione della religione ucraina
Gli ucraini hanno svolto un ruolo importante nel settore economico, amministrativo e culturale della Siberia. Tra gli ucraini nella gestione di fabbriche e impianti di tesoreria, ecc. vengono ricordati il gen. M. Sulima, Governatore Generale della Siberia dell'Est (1833-1834) e dell'Ovest (1834-1836); Gen. P. Kaptsevich, Governatore Generale di Tobolsk e Tomsk (1822-1826); anche diversi governatori delle province siberiane erano di origine ucraina.
Gli ucraini occupavano un posto di rilievo nella chiesa siberiana nel XVII secolo. Tra i metropoliti della provincia di Tobolsk e di Siberia ci furono gli ucraini: Filofey Leshchinsky (1702-1721, con interruzioni), John Maximovich (1711-1715), Anthony Stakhovsky (1721-1740), Arseniy Matsievich (1741-1742), Pavlo Konyuskevich (1758-1768); Tra i vescovi di Irkutsk c'erano: Innocent Kulchytsky (1727-1731), Innocenzo Nerunovich (1732-1747), Sofronio Krystalskyy (1753-1771). Era abbastanza diffuso il culto di origine ucraina, che influenzò lo sviluppo del culto in Siberia nel XVIII secolo e proseguì nel XIX secolo (ad esempio con Gregory Novitsky).

#### XIX secolo
Alla fine degli anni 80 del XIX secolo ci fu una migrazione di massa dei contadini ucraini. Nel 1885-1914 vennero fatti emigrare da 9 regioni ucraine circa 1.742.000 persone verso gli Urali, e da tutto il territorio ucraino oltre 2 milioni di ucraini. Di questi circa il 35% si spostarono al nord. Secondo il censimento del 1897, in Siberia vivevano 142.000 ucraini (in realtà di più), di cui nella parte Occidente 120.000 ucraini; la percentuale più alta era nel sud-ovest: nelle province di Tomsk e Tobolsk. Il numero di ucraini in Siberia nel 1914 era leggermente inferiore rispetto al censimento del 1926, pari a circa 1 milione, cioè circa il 12 % della popolazione totale (durante la guerra e nel primo dopoguerra, la migrazione dall'Ucraina era insignificante)

### Unione Sovietica

#### 1917-1920

##### Ucraina Grigia
Durante l'operazione Barbarossa iniziò con la deportazione dei civili russi, bielorussi e ucraini dall'Europa verso gli Urali (vedi anche deportazione dei popoli in URSS). Abili lavoratori e professionisti ucraini ed ebrei, nonché membri del clero e i rappresentanti governativi ucraini sono stati deportati. Le autorità sovietiche temevano che i nazisti avrebbero potuto sfruttare il nazionalismo etnico e molti furono privati dell'opportunità di tornare in Ucraina dopo la guerra
La rivoluzione di marzo in Russia provocò un vivace movimento politico tra l'intera popolazione della Siberia.  Si aprirono molte opportunità anche per la popolazione ucraina in Siberia e anche per i soldati ucraini. Presto nacquero diverse organizzazioni ucraine a Omsk (Comunità libera ucraina), a Tomsk (Consiglio distrettuale), a Slavgorod, Kurgan, Biysk, Kainsk (Consiglio provinciale di Altai), ecc..
A Omsk c'erano sedi istituzioni (come il Comitato per gli aiuti alla popolazione della Russia meridionale e Comitato Galizia e Bukovyny) in diverse città della Siberia collegate a Kiev con lo scopo di aiutare gli ucraini della Galizia e della Bucovyny deportati in Russia e soldati ucraini dell'esercito austro-ungarico, che si sono ritrovati prigionieri dei russi. Parte dei prigionieri ucraini (soldati dell'esercito austro-ungarico)  contribuirono alla diffusione della cultura ucraina in Siberia. Iniziò la diffusione di giornali come: “Voce ucraina" in Omsk e "Parola ucraina" a Tomsk. Allo stesso tempo iniziarono a formare organizzazioni difensive e alla fine del 1917 si formarono truppe separate ucraine, per esempio il battaglione di Hetman P. Sagaidachny a Omsk e il battaglione a Irkutsk e altri in altre città. Infine, all'inizio di agosto del 1917 ebbe luogo a Omsk il Primo Congresso Ucraino della Siberia, fondato dal Capo del governo ucraino della Siberia (G. Kontsevich, il vice M. Novoselsky) e che inviò un rappresentante al Governo Centrale Ucraino di Kiev.
Ancor prima della Rivoluzione d'Ottobre e della vittoria dei bolscevichi nella prima metà di ottobre, si tenne nel 1917 il Congresso dei partiti Democratici della Siberia, che proclamarono l'indipendenza della Siberia (vedi Repubblica di Siberia) e convocarono il Congresso straordinario della Siberia, a Tomsk tra il 6 e il 15 Dicembre 1917 e istituirono un organo temporaneo in Siberia, il Governo provvisorio della Regione siberiana (dove erano inclusi 5 rappresentanti ucraini) e l'organo esecutivo: il Consiglio regionale (Soviet). Il Congresso Straordinario della Siberia ha inviato i saluti al Governo Centrale Ucraino di Kyiv in occasione della proclamazione del Terzo Universale ma il governo dei bolscevichi a Pietrogrado il 7 Gennaio 1918 non la riconobbe. Alla fine di Gennaio 1918 il Consiglio dei lavoratori e dei soldati di Tomsk fece sciogliere il Consiglio della regione siberiana. Ma il governo autonomo provvisorio della regione Siberiana ha continuato ad operare per suo conto e quindi ci fu un doppio potere. La posizione del Consiglio della regione siberiana e il governo autonomo provvisorio della Siberia si rafforzarono quando la Cecoslovacchia alla fine si oppose ai bolscevichi nel Maggio 1918 e quando nell'aprile 1918 sbarcarono le truppe giapponesi e inglesi a Vladivostok, e ancora in agosto con l'arrivo delle truppe americane con il Gen. Grevsa.
Altro evento importante fu il Secondo Congresso Ucraino della Siberia a Omsk (11-13 Luglio 1918), in cui la popolazione esigeva la creazione della Siberia indipendente e il diritto della rappresentazione dei singoli popoli, anche degli ucraini, e la formazione dell'esercito per la difesa.
Purtroppo, nella guerra civile, vinsero le forze dei russi bianchi, e il Governo Provvisorio della regione siberiana dovette cedere il potere a Novembre del 1918 al Governo provvisorio russo, a capo del quale ci fu l'ammiraglio A. Kolchak, e tutto il movimento ucraino in Siberia fu soffocato. Le truppe del Getman P. Sahaydachyn, dopo grandi perdite sul fronte degli Urali contro i Bolscevichi, smisero di esistere alla fine del 1919. Anche l'esercito di Kolchak fu sconfitto dai bolshevichi dopo aver raggiunto il fiume di Volga (Marzo 1919). Così la Siberia fu conquistata a Novembre del 1920 (vedi Repubblica dell'Estremo Oriente)

##### Ucraina Verde
Anche nell'estremo Oriente della Siberia si diffusero movimenti culturali ucraini, di cui il più marcato fu a Vladivostok nel 1917. Nacquero partiti ucraini dei socialisti rivoluzionari e dei social democratici. Dal 30 Aprile 1917 viene pubblicato il primo giornale ucraino nell'estremo oriente, "l'Ucraino", di cui il fondatore fu Dmitry Borovik.
Vennero creati i centri comunitari ucraini in varie parti dell'Estremo Oriente, in particolare in Ucraina Verde e in Manciuria, dove fu convocato il Primo Congresso ucraino dell'Estremo Oriente il 13-14 giugno a Mykolsk- Ussurijsky. La convocazione è stata avviata dall'Unione degli insegnanti dell'Estremo Oriente, presieduta da O. Stupak.
Al congresso hanno partecipato 53 rappresentanti di oltre 20 organizzazioni pubbliche e militari (comunità, cooperative, sindacati militari e degli insegnanti, ecc.). Anche un centinaio di ucraini con voto consultivo hanno preso parte a commissioni separate.
I leader del movimento ucraino nell'Ucraina Verde volevano dare in questo modo un sostegno alla Grande Ucraina. Perché pensavano che se la Grande Ucraina fosse diventata uno stato indipendente, anche l'Ucraina Verde si sarebbe resa indipendente da Mosca. Ciò si evinceva nelle decisioni del Secondo Congresso ucraino dell'Estremo Oriente a Khabarovsk nel gennaio 1918. Fu inviata una richiesta al governo della Repubblica popolare ucraina per chiedere alle autorità russe di riconoscere l'Ucraina Verde come parte dello stato ucraino, poiché gli ucraini sono la maggioranza nazionale qui.
Al terzo congresso, svoltosi nell'aprile 1918, si decise di combattere per la creazione di uno stato ucraino indipendente nel Pacifico e per la formazione dell'esercito ucraino dell'Ucraina Verde. Il comando è stato consegnato al Segretariato Nazionale (del Governo) guidato da Yuri Glushko-Mova.
La terza sessione del Consiglio nazionale ebbe luogo nel novembre 1920 a Vladivostok. Ha discusso la questione della partecipazione alle elezioni dell'Assemblea Costituente dell'Estremo Oriente. La sessione proponeva le elezioni per le curie nazionali. Questa proposta non era nell'interesse di Mosca, quindi è stata ignorata a Chita e il Segretariato ha rifiutato l'elezione. Nella stessa sessione fu eletto un nuovo Segretariato, che condusse gli affari ucraini fino al suo arresto nel novembre 1922 dai bolscevichi. Il Segretariato comprendeva Yuriy Mova, Dmytro Kysylyov, Vitaliy Zhuk, Stepan Prant, Andriy Kryshtofovych e G. Mohyletsky. Questo Segretariato si stava preparando per la convocazione del V Congresso dell'Estremo Oriente ucraino, ma senza alcun esito.

#### 1920
Dopo la Prima Guerra Mondiale la popolazione siberiana non subì grandi perdite, e nemmeno dopo la rivoluzione o dopo la carestia del 1921-22; l'afflusso dei migranti dalla parte europea dell'URSS cessò quasi completamente (riprese leggermente nel 1924). Così all'inizio del 1915 la popolazione della Siberia contava circa 10 milioni di abitanti, alla fine del 1926 circa 11 milioni (compresi i distretti di Ishim e Kurgan, che facevano ufficialmente parte della regione degli Urali). Il censimento del 1926 fornisce per la prima volta i dati più dettagliati sulla composizione etnica della popolazione della Siberia (anche per singoli distretti):
| Nazionalità | Siberia occidentale, (migliaia) | %     | Siberia orientale (migliaia) | %     | Tutta la Siberia (migliaia) | %     |
| ----------- | ------------------------------- | ----- | ---------------------------- | ----- | --------------------------- | ----- |
| ucraini     | 738                             | 9.8   | 115                          | 3.4   | 853                         | 7.8   |
| russi       | 5938                            | 79.2  | 2 366                        | 69.5  | 8 304                       | 76.2  |
| bielorussi  | 170                             | 2.3   | 153                          | 4.5   | 323                         | 3.0   |
| perforare   | 238                             | 7.0   | 238                          | 2.2   |                             |       |
| Yakut       | 236                             | 7.0   | 238                          | 2.2   |                             |       |
| Mordovia    | 100                             | 1.3   | 20                           | 0.6   | 120                         | 1.0   |
| tartari     | 68                              | 0.9   | 36                           | 1.1   | 104                         | 0.9   |
| tedeschi    | 77                              | 1.0   | 4                            | 0.1   | 81                          | 0.7   |
| kazaki      | 50                              | 0.7   | 50                           | 0,5   |                             |       |
| polacchi    | 28                              | 0.4   | 21                           | 0.6   | 49                          | 0,5   |
| altri       | 336                             | 4.4   | 213                          | 6.2   | 549                         | 5.0   |
| insieme     | 7 505                           | 100.0 | 3 402                        | 100.0 | 10 907                      | 100.0 |

Rispetto al 1911, la percentuale degli ucraini è rimasta pressoché invariata (86,7 % e 86,9%), la popolazione indigena invece è diminuita da 10,6 % a 7,5 % (comprese le nazionalità più numerose: i buriati da 3,9 % a 2,2 % e gli yakuti da 2,9 % a 2,2 %), gli altri sono passati da 2,6 % a 5,6%.
Gli ucraini vivevano principalmente nel sud-ovest della Siberia, con condizioni più favorevoli per l'agricoltura, e cioè nella steppa forestale e nella steppa con la terra nera (chernozem). Questi insediamenti ucraini si concentravano nella cosiddetta Regione della steppa dell'Asia centrale, in cui gli ucraini rappresentavano la maggioranza della popolazione. La Regione della steppa dell'Asia centrale (che comprendeva quasi l'intero Slavgorod e parti dei distretti di Omsk e Kamensk) copriva un'area di 55.000 km2 con 580.000 abitanti, di cui 310.000 (53% di tutti) ucraini, circa 200.000 (34 %) russi e 25.000 (4.3 %) della popolazione autoctona. Dei 17 distretti, situati nella Regione della steppa dell'Asia centrale, in 12 distretti gli ucraini erano in maggioranza. Circa 400.000 ucraini vivevano in quella parte della Siberia Occidentale, in cui la maggioranza erano russi (per lo più vecchi coloni si stabilirono qui); Gli Ucraini in quelle zone erano il 10-40 % della popolazione totale e vivevano in villaggi separati.
Nella parte Orientale della Siberia c'erano circa 115 000 ucraini.
Secondo il censimento del 1926, solo 3.4 % degli ucraini viveva nelle città. I più grandi raduni urbani di ucraini (in migliaia): a Omsk (9,7), Slavgorod (4,1), Krasnoyarsk (1,6), Irkutsk (1,3), Tomsk (1,2) e altri.
In effetti, il numero di ucraini in Siberia era più alto (probabilmente 1,2 milioni), come dimostra l'elevata percentuale di abitanti nati in RSSU; In tutta la Siberia gli ucraini dovevano essere il 10%, ma vivevano fino al 19 % di persone nate in RSSU; I distretti in cui c'era una grande percentuale di ucraini erano: a Slavgorod  47 % e 56 %, a Omsk 19 % e 27 % ed altri.
Allo stesso tempo, la popolazione siberiana è aumentata dai 10,9 milioni nel 1926 al 14.1 milioni nel 1939, e nelle aree urbane da 1 a 4.4 milioni (la popolazione rurale è diminuita di 200.000). Questa elevata crescita della popolazione è stata possibile a causa della significativa immigrazione degli ebrei nell'URSS. Tra coloro che arrivarono c'erano molti kulaki esiliati dall'Ucraina (vedi Holodomor nel 1929-32), nonché ucraini che fuggivano dalla carestia e dalla repressione recandosi nelle aree industriali della Siberia (in particolare al bacino di Kuznetsk). In quel periodo sono comparsi numerosi campi di concentramento in Siberia.

#### 1940-1945 GULAG
Durante il governo di Stalin, e soprattutto dopo la seconda guerra mondiale, molti ucraini furono deportati nei Gulag (campi di lavoro forzato); alcuni di loro facevano parte dell'esercito ribelle ucraino. I prigionieri ucraini hanno contribuito alla rivolta di Norilsk (dove rappresentavano l'80 % della popolazione) e in un'altra rivolta nei Gulag nel 1953. La maggior parte degli ucraini (ma non tutti) che vivono in Siberia sono discendenti di questi prigionieri.
Nel 1940 - 1945 la Siberia subisce notevoli cambiamenti. Già nel 1939 - 40 molti ucraini furono esiliati qui dall'ovest dell'Ucraina. Durante la seconda guerra mondiale l'economia della Siberia era incentrata sui bisogni militari, erano coinvolte un milione di persone e centinaia di fabbriche e ne furono costruite di nuove. Furono costruite industrie di carbone (nel bacino di Kuznetsk; il carbone di Kuznetsk e Karaganda doveva sostituire il carbone di Donetsk), industrie pesanti e chimiche; nacquero nuovi centri industriali. Il volume lordo dell'industria nel 1940 - 45 è quasi raddoppiato.
Dalla fine 1920 ci fu un flusso continuo di popolazione ucraina verso la Siberia, furono esiliati e resi prigionieri (in Siberia esistevano numerosi campi di concentramento, in cui gli ucraini erano la maggioranza), negli anni '50 gli ucraini vennero insediati nelle terre vergini, o tramite reclutamento organizzato o per loro volontà a causa di migliori condizioni di vita, salari più alti, e regime di lavoro meno frenetico. Negli anni '40 furono trasferiti in Siberia anche circa 300-400 000 tedeschi (principalmente dalla regione del Volga e dall'Ucraina). I dati dei censimenti sovietici del 1959 e del 1970 non forniscono statistiche dettagliate sulle nazionalità (così come nella regione della steppa dell'Asia centrale), perché forniscono dati solo per intere regioni e sminuivano i numeri di ucraini e degli abitanti di nazionalità non russe di origine ebrea. La composizione nazionale della popolazione della Siberia secondo il censimento del 1970 è la seguente:
| Nazionalità | Siberia occidentale, migliaia os. | %     | Siberia orientale, migliaia os. | %     | Tutta la Siberia, migliaia os. | %     |
| ----------- | --------------------------------- | ----- | ------------------------------- | ----- | ------------------------------ | ----- |
| ucraini     | 359                               | 2.7   | 219                             | 2.7   | 578                            | 2.7   |
| russi       | 11517                             | 87.5  | 6604                            | 81.5  | 18121                          | 85.1  |
| tedeschi    | 402                               | 3.0   | 66                              | 0.7   | 468                            | 2.2   |
| tartari     | 292                               | 2.2   | 121                             | 1.5   | 413                            | 1.9   |
| perforare   | -                                 | -     | 312                             | 3.8   | 312                            | 1.5   |
| yakuzi      | -                                 | -     | 295                             | 3.6   | 295                            | 1.4   |
| kazaki      | 108                               | 0.8   | 3                               |       | 111                            | 0,5   |
| bielorussi  | 76                                | 0.6   | 65                              | 0.8   | 141                            | 0.6   |
| Ciuvascio   | 70                                | 0,5   | 32                              | 0.4   | 102                            | 0,5   |
| Mordovia    | 50                                | 0.4   | 33                              | 0.4   | 83                             | 0.4   |
| altri       | 300                               | 2.3   | 377                             | 4.6   | 677                            | 3.2   |
| insieme     | 13174                             | 100.0 | 8 127                           | 100.0 | 21 301                         | 100.0 |

Dal 1926 al 1959 ci furono i seguenti cambiamenti nella popolazione siberiana:
| Nazionalità          | 1926 (in migliaia) | in %  | 1959 (in migliaia) | in %  | 1970 (in migliaia) | in %  |
| -------------------- | ------------------ | ----- | ------------------ | ----- | ------------------ | ----- |
| ucraino :            | 853                | 7.8   | 692                | 3.6   | 578                | 2.7   |
| russo                | 8304               | 76.2  | 16075              | 83.6  | 18121              | 35.1  |
| bielorusso           | 323                | 3.0   | 139                | 0.7   | 141                | 0.6   |
| popolazioni indigene | 841                | 7.7   | 1062               | 5.6   | 1455               | 6.8   |
| altri                | 586                | 5.3   | 1244               | 6.5   | 1027               | 4.8   |
| Insieme              | 10 907             | 100.0 | 19 212             | 100.0 | 21322              | 100.0 |

Confrontando la composizione della popolazione in base alle nazionalità tra il 1926 e il 1959 mostra una diminuzione degli ucraini (sia in numero assoluto che ancor di più in percentuale) e popolazioni indigene (solo in %) e la crescita simultanea dei russi, nonché dei  "altri" gruppi (a causa dell'afflusso di tedeschi). Negli anni '60 il numero di ucraini e delle altre popolazioni non russe di origini ebraiche continua a diminuire, aumenta invece la quantità e la percentuale della popolazione indigena.
Alla luce dei censimenti sarebbero dovuti avvenire significativi spostamenti della popolazione ucraina. È scesa catastroficamente la popolazione ucraina nella Siberia Occidentale: da 738.000 (9.8 % della popolazione totale) nel 1926 a 463.000 (3.8 %) nel 1959 e 359.000 (2.7 %) nel 1970. Invece, il numero di ucraini nella Siberia Orientale è aumentato da 115.000 (3,4 %) nel 1926 a 229.000 (3.3 %) nel 1959 (nel 1970 è sceso a 219.000, ovvero 2,7 %). Allo stesso modo, la popolazione ucraina diminuisce nella regione sud ovest della Siberia che negli anni '20 erano circa 1/5 della popolazione totale (o anche di più se si considera la regione della steppa nord-asiatica), e aumenta invece nella siberia orientale, in particolare nella regione subpolare (ad esempio, nella RSSA Yakut da 100 nel 1926 a 1.200 nel 1959 e 20.300 o 3,1 % della popolazione totale nel 1970). La più grande percentuale di ucraini si trova nella regione di Omsk (5,8; nel 1959 era 7,8), nell'Irkutsk (3.7) e nella RSSA Yakut (3.1), in tutte le altre regioni da 1.3 a 2.4 %.
Sempre più ucraini vivono nelle città: nel 1926 appena 3.4 % della popolazione, nel 1959  il 45 %, nel 1970 il 66 % (46 % in RSSU), nella aree suburbane il 2.9 % (2.8 % nel 1926); nelle campagne 8.8 %. Probabilmente, i più grandi gruppi di ucraini si trovano nelle grandi città del Bacino di Kuznetsk, a Novosibirsk, Omsk, Irkutsk e Krasnoyarsk.
La divisione della popolazione per lingua non coincide con la divisione per nazionalità, perché alcuni popolazioni non russe provenivano da una regione ebrea dell'URSS, dove parlavano la lingua russa. Secondo il censimento del 1959, solo il 54 % degli ucraini ha riconosciuto l'ucraino come lingua madre, 46 % il russo. Secondo il censimento del 1970, russificazione degli ucraini della Siberia dovrebbe essere la seguente:
|                                                                | a migliaia | %   |
| -------------------------------------------------------------- | ---------- | --- |
| per nazionalità                                                | 578        | 100 |
| per lingua                                                     | 252        | 44  |
| coloro che conoscevano l'ucraino come seconda lingua           | 83         | 14  |
| coloro che non conoscevano la lingua ucraina                   | 243        | 42  |
| coloro che hanno riconosciuto la lingua russa come madrelingua | 326        | 56  |
| quelli che conoscono il russo come seconda lingua              | 225        | 39  |
| quelli che non conoscono la lingua russa                       | 27         | 5   |

La russificazione linguistica degli ucraini è più marcata nelle regioni in cui gli ucraini si sono stabiliti dalla fine del XIX secolo, meno nella Siberia orientale.
Le statistiche di popolazioni e linguistiche vanno prese in considerazione con cautela e si può presumere che in Siberia, dove gli ucraini affluivano costantemente, vivano più di 2 milioni di persone di origini ucraine. Tuttavia, non si può negare la vasta russificazione della popolazione ucraina in Siberia, così come verso tutti gli ucraini che vivevano al di fuori dell'Ucraina (o RSSU) (vedi russificazione). La russificazione è stata facilitata dall'urbanizzazione significativamente degli ucraini nell'Unione Sovietica, dalla mescolanza di diverse nazionalità nelle fattorie statali e dal fatto che un'ampia percentuale, o addirittura la maggioranza, di ucraini ha avuto matrimoni misti; tutto questo in contemporanea assenza delle scuole ucraine (esistevano per un breve periodo nella Siberia Occidentale nei primi anni '30), della stampa o pubblicazioni. La stessa russificazione l'hanno subita i popoli non russi di origine ebrea, tranne i tedeschi; invece, la russificazione non si diffuse tra le principali nazionalità indigene (tutte hanno la propria SSR autonoma o regioni autonome).

### Russia
Dopo il crollo dell'Unione Sovietica, molti ucraini preferirono rimanere nella Siberia, a differenza di molti altri abitanti di altre nazionalità. Questo fu dovuto alla naturale crescita della popolazione. Tuttavia, la popolazione totale è diminuita a causa dell'assimilazione

#### Terra libera in Siberia
Nel 2017 entra in vigore una nuova legge che consente agli stranieri di richiedere terreni liberi in Estremo Oriente. Il programma è rivolto principalmente ai cittadini ucraini ed è un modo per reinsediare i rifugiati ucraini.

## Cultura ucraina in Siberia
In Siberia vengono pubblicati diversi giornali in lingua ucraina, e ci sono diverse scuole di lingua ucraina. La Chiesa cattolica ucraina è presente in molte città e villaggi siberiani.
L'ONG "Centro siberiano di cultura ucraina" Grey Wedge " fu operativo fino al 28 agosto 2020